# Registo de Navegação Marítima da Rússia
As atividades do Registo de Navegação Marítima da Rússia (RS) (em inglês: Russian Maritime Register of Shipping) têm como objectivo proporcionar a segurança da navegação, salvaguarda da vida humana no mar, a segurança de navios, transporte seguro de cargas, ambientais, de segurança dos navios, a prevenção da poluição por navios, o desempenho das autorizações emitidas pelas Administrações e clientes.
A RS desenvolve e melhora continuamente as regras e orientações RS em conformidade com os requisitos das normas internacionais para garantir a segurança no mar e a prevenção da poluição.
A tarefa RS é tanto a de manter o seu próprio sistema de gestão de qualidade ao mais alto nível possível e promover a implementação de elevados padrões técnicos em desenho de navios, construção naval e indústria marítima usando a sua experiência única para garantir a segurança marítima.

## História
Na Rússia, os primeiros atos de estado na supervisão técnica datam do início do século XVIII - o momento em que o desenvolvimento intensivo da frota russa se inicíou. Até o final do século, a Carta da marinha Mercante tinha sido aprovada como regulação obrigatória e o registro do estado de navios e documentação sobre a condição técnica de um navio. Naquele tempo, os navios foram classificadas por tipo e idade, havendo, surgindo portanto, uma necessidade em um sistema mais avançado que levaria em conta as características estruturais, a força, a condição técnica e área de navegação.
Assim que o final do século XIX, a primeira organização de classificação foi estabelecida, e em 1899, surgiu a primeira classificação de regras. Em 31 de dezembro de 1913, a carta da sociedade de classificação "Registrar" russa foi aprovada. A sociedade foi mudado várias vezes devido a razões históricas: o Registrar russo, a URSS Register of Shipping, Maritime Register of Shipping.
A adequada condição técnica da frota é para ser prestados por pessoal altamente qualificado e regular a investigação científica. Desde 1914, as actividades de investigação e desenvolvimento têm sido coordenadas pela Conselho Técnico e Científico. A RS tem utilizado sempre as mais recentes técnicas e científicas de realizações. A URSS Register of Shipping foi a primeira sociedade a desenvolver requisitos para os navios do Ártico. As regras para solda elétrica, provou a possibilidade de implementação desta nova tecnologia durante a construção e reparação de navios. Desde a década de 1950, a URSS Register of Shipping tornou-se a única sociedade de classificação do mundo, em navios nucleares em sua classe.
Maritime Register of Shipping é a sucessora legal da URSS Register of Shipping. Hoje em dia, sendo uma das principais sociedades de classificação - membro da SIGC, a RS participa no trabalho da Organização Marítima Internacional, a Organização Internacional para a Normalização e a Organização Internacional do Trabalho.
A RS tem mais de 100 escritórios em todo o mundo, fornecendo classificação, levantamento, a certificação, o design, a avaliação e a qualidade dos sistemas de verificação de serviços.

## Organização E Gestão
Marítimos Register of Shipping (RS) é uma organização internacional sociedade de classificação criada em 1913.
Na classe RS há 6 677 navios que arvoram bandeira de mais de 40 estados. A estrutura RS compreende a sede em São Petersburgo e 109 escritórios na Rússia e no exterior. Mais de 1500 especialistas altamente qualificados fornecem toda a gama de obras e serviços RS em todo o mundo.
A RS é um membro da International Association of Classification Societies (IACS) unindo as 13 principais sociedades de classificação no mundo, de 94 por cento da frota mercante mundial é classificado por elas. A RS está ativamente envolvido no processo de Conselho e dos grupos de trabalho IACS, abrangendo todos os aspectos da sociedade da classificação da operação. A RS usa os ativos da sua investigação científica para a elaboração e melhoria da Unificação de requisitos IACS. A RS participou no desenvolvimento de Regras Comuns IACS.
Desde 1973, a RS teve por três vezes o Conselho da Presidência da Sociedade de IACS. A RS tem sido reconhecida pela União Europeia.
Como membros das delegações RF, a RS especializa-se a participar nos comitês e sub-comitês de processo da IMO, ISO e EFQM. A RS é um membro associado da INTERTANKO, INTERCARGO e BIMCO.
A RS realiza a classificação e a vistoria de embarcações e estruturas flutuantes construção e no serviço, bem como vistorias, conforme autorizado pela Administrações Marítimas de um número de países.
Autorizado pela Administração Marítima de RF e de outros 37 países, RS realiza a certificação de sistemas de gestão de segurança de empresas de transporte e envia para a conformidade com o Código ISM. Esta norma de segurança fornece para o estabelecimento de sistemas de gestão de segurança em empresas de transporte e para a eliminação do fator humano a partir de uma operação segura de navios. A RS é especialistas no Código de trabalho ISM nos escritórios RS em todo o mundo prestam serviços de certificação para a conformidade com os requisitos do Código ISM.

## Principais objectivos
- fornecer a segurança da vida humana no mar;
- proporcionando uma navegação segura de navios;
- seguro de transporte de mercadorias por mar e em águas interiores;
- promovendo a proteção ambiental.